# Modelo Alfa-Beta
O Modelo Alfa-Beta, cuja descoberta é atribuída ao pesquisador mestre em Engenharia dos Materiais Anthony Mauricio Landi Adib e ao seu orientador professor livre-docente Carlos Antônio Reis Pereira Baptista ambos da Escola de Engenharia de Lorena da Universidade de São Paulo, é uma equação matemática utilizada para descrever a velocidade de propagação de trincas por fadiga, da/dN, em função de uma força motriz de carregamento de amplitude constante ∆K  onde suas constantes α e β são obtidas através de um processo semi empírico. Originalmente o Modelo Alfa-Beta foi desenvolvido e testado a partir de dados gerados em ensaios utilizando o Titânio de pureza comercial e a liga de Alumínio 2524-T3 ambos os materiais estruturais de grande interesse aeronáutico. Este modelo é aplicado em duas situações: a individual que se ajusta aos dados experimentais de um único ensaio e pode ser comparada a Lei de Paris Erdogan; e a generalizada que procura representar de forma bi-paramétrica os efeitos de R - razão entre os fatores intensidade de tensão, mínimo e máximo - para um conjunto de ensaios no mesmo material. Além da facilidade de aplicação, o Modelo Alfa-Beta permite ajustar de forma precisa os pontos experimentais que não seguem a linearidade na região II proposta pela Lei de Paris Erdogan, pois é sabido que alguns materiais dúcteis e algumas ligas metálicas apresentam estes desvios de linearidade. O Modelo Alfa-Beta é dado pela seguinte equação:
Onde, da/dN é a velocidade de propagação de trincas por fadiga dada em unidade de comprimento por número de ciclos. ∆K é o fator de intensidade de tensão e o parâmetro Y é produto entre logaritmo da taxa de propagação da trinca e a amplitude do fator intensidade de tensão, conforme abaixo:
Representando num gráfico Y(∆K) para qualquer valor de R o resultado obtido é exatamente uma reta decrescente, como mostra a figura abaixo:

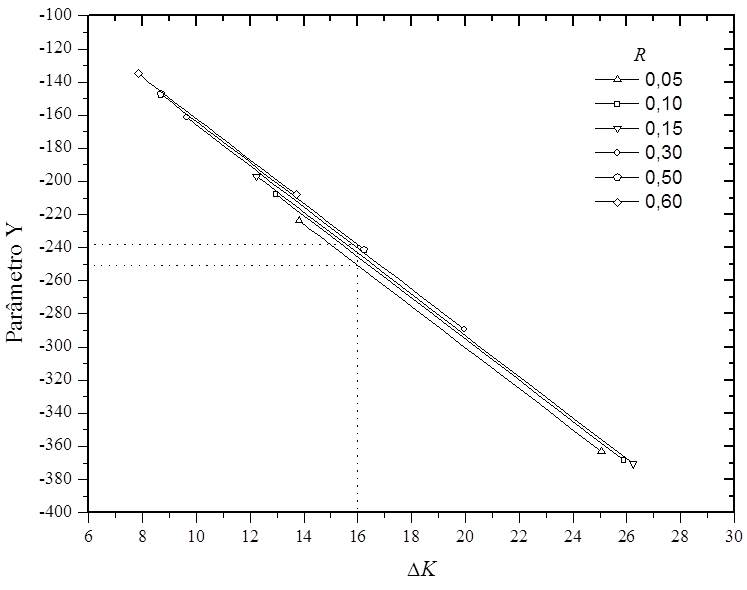
Representação de Y(∆K) - Vários ensaios do mesmo material

Então Y varia linearmente em função de ∆K e, portanto pode ser escrito por uma equação da reta:
Onde os valores das constantes α e β são respectivamente os coeficientes angular e linear da reta.

## Modelo Alfa-Beta Individual
A substituição de Y no Modelo Alfa-Beta dá origem ao modelo individual, usado para cálculo de um único experimento, representado por:
As constantes α e β são calculadas a partir de dados experimentais referentes ao ensaio que se procura descrever. No intervalo 0<da/dN<1, elas assumem sempre valores negativos. 

## Modelo Alfa-Beta Generalizado
Como as curvas de Y(∆K) se comportam como retas paralelas, isso significa que um único coeficiente angular pode ser adotado para todos os ensaios. Se α for um único valor para todos os ensaios fica caracterizado que a constante β é responsável pela representação do efeito de R. A investigação da constante β descrita em função de R conduz a um ajuste linear como em representado pela figura abaixo:

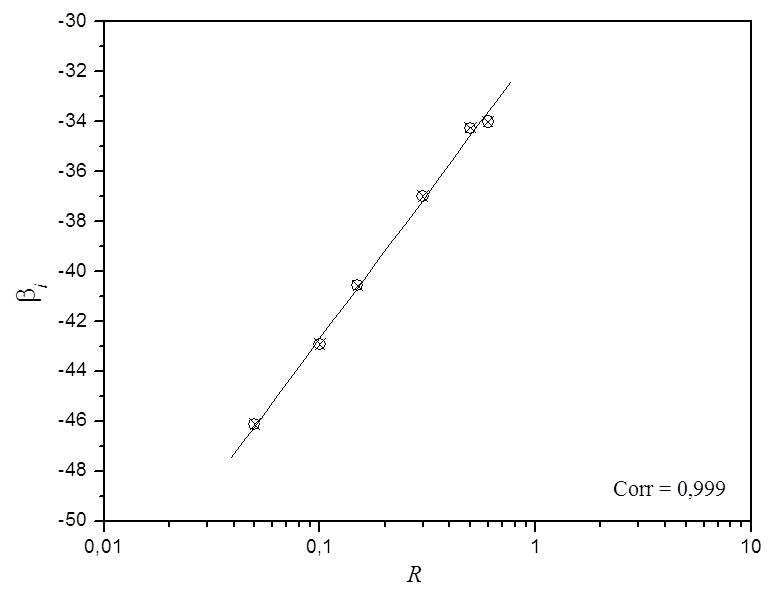
Representação gráfica de β log(R)

A substituição de β em Y dá origem ao que representa a equação de um plano bi-paramétrico mostrado na abaixo, onde esse plano é formado a partir dos dados experimentais.

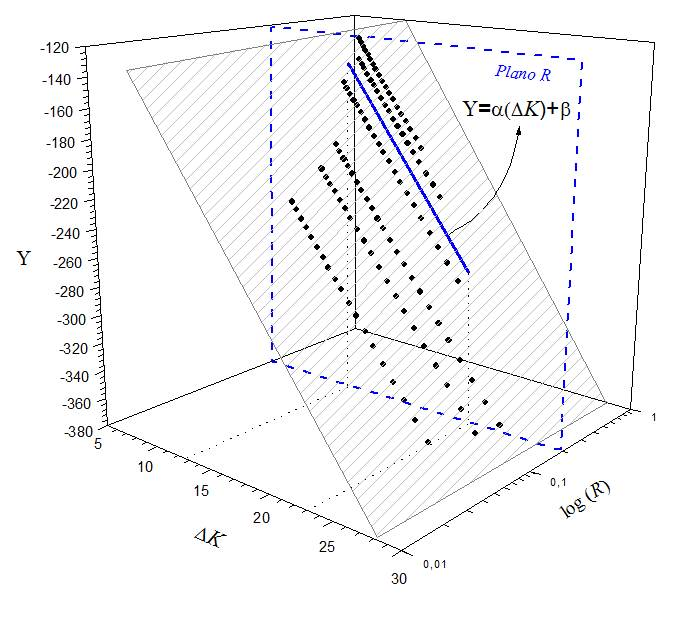
Representação Gráfica do Modelo bi-paramétrico

Os coeficientes α, δ, γ são facilmente encontrados a partir dos dados experimentais pelo do método matemático da regressão linear de primeira ordem no espaço R3 conhecido como método dos mínimos quadrados. Substituindo a equação de β no Modelo Alfa-Beta Individual obtém-se a equação do modelo bi-paramétrico generalizado.
O Modelo Alfa-Beta generalizado é representado por na forma bi-paramétrica, pois, descreve a propagação de trincas por fadiga para um grupo de ensaios realizados em mesmo material (família de curvas) em função de dois parâmetros de carregamento, ∆K e R.